# Revigny-sur-Ornain
Revigny-sur-Ornain é uma comuna francesa na região administrativa de Grande Leste, no departamento de Meuse. Estende-se por uma área de 19,32 km². Em 2010 a comuna tinha 2 858 habitantes (densidade: 147,9 hab./km²).